# Clara City
Clara City è una città degli Stati Uniti d'America, situata in Minnesota, nella contea di Chippewa.